# Estadio Olímpico de Atenas
El Estadio Olímpico de Atenas "Spyros Louis" (en griego: Ολυμπιακό Στάδιο της Αθήνας "Σπύρος Λούης", Olympiako Stadio Athinas "Spyros Louis") es el estadio principal del Complejo Olímpico de Deportes de Atenas (OAKA), en la ciudad de Marusi, Grecia. Tiene una capacidad máxima de 75 263 espectadores. Fue la sede principal de los Juegos Olímpicos de Atenas 2004.

## Historia
Fue originalmente completado en el año 1982, albergó en 1997 el Campeonato del Mundo de Atletismo, como forma de demostrar la capacidad de la ciudad de Atenas para albergar eventos de gran magnitud, tras el fracaso en la postulación de la capital helénica para realizar los Juegos Olímpicos de 1996 por la crisis griega en 1990. 
Tras la elección como sede de los Juegos Olímpicos de 2004, el estadio sufrió una completa reconstrucción, no exenta de polémicas tras la elección del español Santiago Calatrava para el diseño de la obra, que contemplaba dos arcos sobre el cielo del estadio. La construcción del estadio sufrió muchos retrasos, lo que hizo peligrar la organización de los Juegos. Sin embargo, la nueva techumbre y la remodelación fueron concluidas a tiempo, siendo reinaugurado el estadio el 30 de julio de 2004, solo 13 días antes de que en el mismo estadio se celebrara la Ceremonia de Apertura de los Juegos Olímpicos de Atenas 2004. Durante agosto de ese año, fue sede de algunos partidos de fútbol y de los eventos de atletismo de los Juegos. El 29 de agosto se realizó la ceremonia de clausura.
Fue renombrado como Spiridon Louis en honor al famoso maratonista griego ganador de la primera maratón de los Juegos Olímpicos de Atenas 1896, y fue sede del partido final de la Liga de Campeones en el año 2007.
En 2023, las autoridades griegas ordenaron el cierre del estadio después de que una inspección detectara deficiencias en la adecuación estática de la cubierta debido a su falta de mantenimiento.

## Estadio del Panathinaikos y AEK
En este estadio actuaron como local el Panathinaikos y el AEK Atenas, que tienen aficiones muy problemáticas. Gracias a la pista de atletismo que hay entre el terreno de juego y las gradas, se evitan muchos incidentes que puedan afectar a los jugadores. Los aficionados de este equipo portan bengalas en las gradas; a pesar de que está prohibido por la UEFA. Las autoridades griegas se las permiten por "temor" a que los seguidores tengan una respuesta violenta. Junto a la afición de Olympiakos, son los más numerosos del país heleno; también son los más revulsivos y problemáticos.

## Finales de la Liga de Campeones de la UEFA acogidas
- 1982-1983: Hamburgo 1-0 Juventus
- 1993-1994: Barcelona 0-4 Milan
- 2006-2007: Liverpool 1-2 Milan

## Imágenes

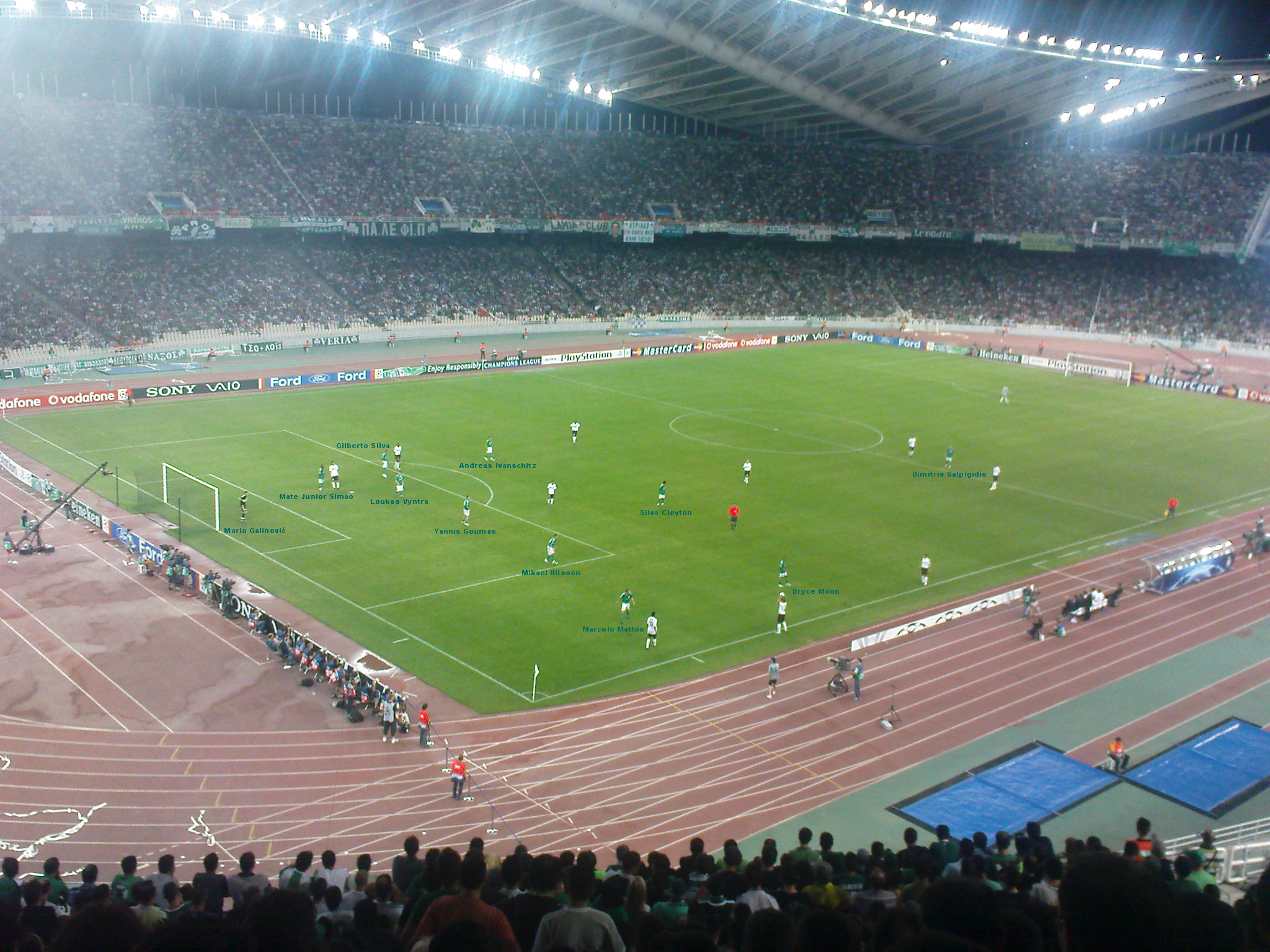
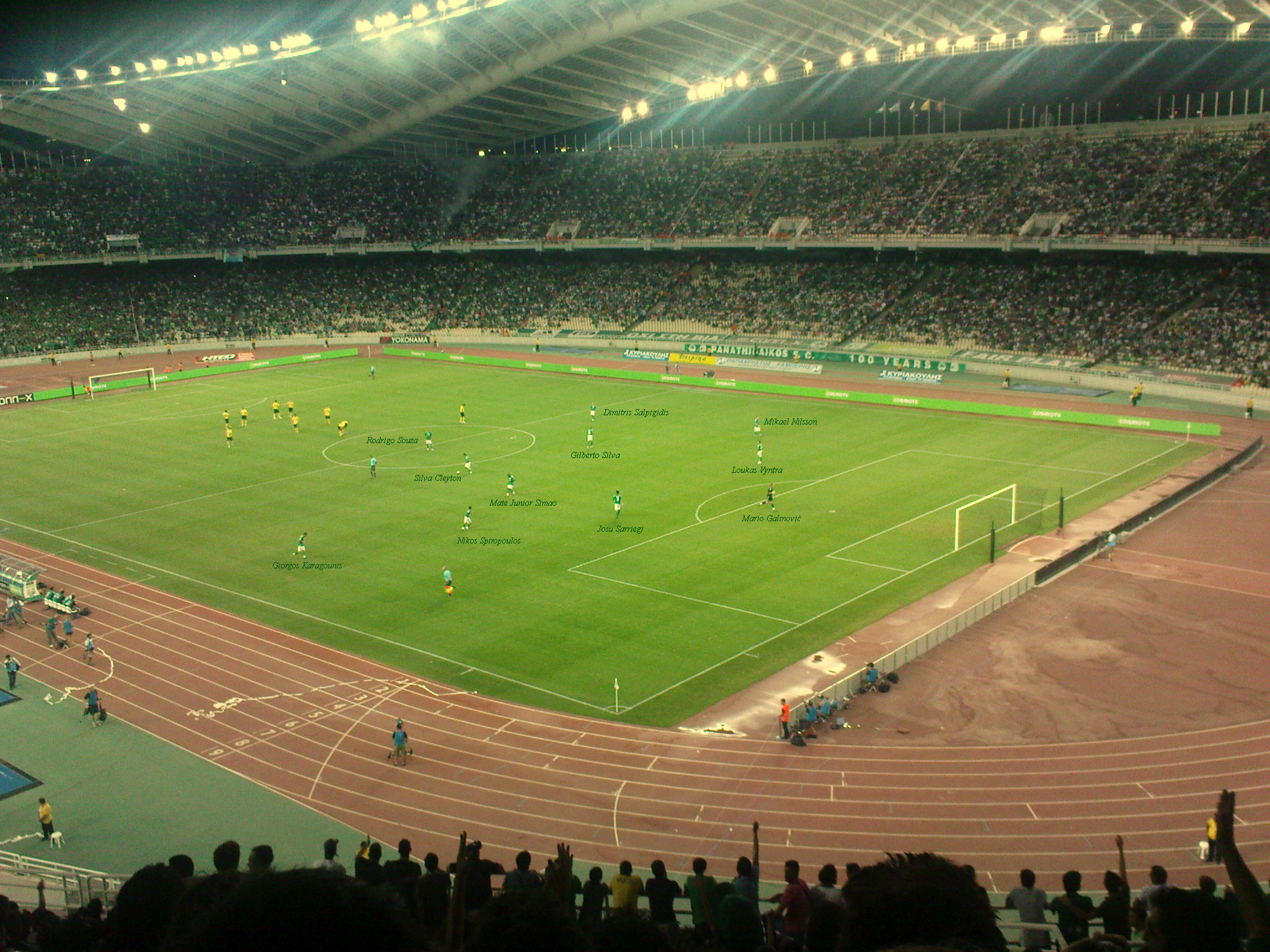
Ceremonia de Apertura de los XXVIII Juegos Olímpicos